# Tony Dron
Tony Dron (ur. 29 sierpnia 1946 w Londynie, zm. 16 listopada 2021 w Cambridge) – brytyjski kierowca wyścigowy, pisarz i dziennikarz.

## Kariera
Dron rozpoczął karierę w międzynarodowych wyścigach samochodowych w 1974 roku od startów w British Saloon Car Championship, gdzie jednak nie zdobywał punktów. Trzy lata później był wicemistrzem tej serii. W późniejszych latach Brytyjczyk pojawiał się także w stawce Włoskiej Formuły 3, Brytyjskiej Formuły 3 – Brands Hatch Paul Nicholas Trophy, Brytyjskiej Formuły 3 – Mallory Park Griffin Golden Helmet, Brytyjskiej Formuły 3 BRDC Shellsport, Brytyjskiej Formuły 3 BARC, British Touring Car Championship, World Championship for Drivers and Makes, World Challenge for Endurance Drivers, FIA World Endurance Championship, 24-godzinnego wyścigu Le Mans, European Endurance Championship, FIA GT Championship, 24h Nürburgring oraz Zing Trofeo Abarth 500 GB.
Po zakończeniu profesjonalnej kariery brał udział w wielu wyścigach samochodów historycznych.